# Maria Komnena (królowa jerozolimska)
Maria Komnena, gr. Μαρία Κομνηνή, Maria Komnēnē (ok. 1154–1208/1217) – druga żona Amalryka I, króla Jerozolimy. Matka królowej Izabeli Jerozolimskiej.
Była córką Jana Dukasa Komnena, księcia Cypru i Marii Taronitissy, potomkini starożytnych armeńskich królów. Jej siostra Teodora poślubiła Boemunda, księcia Antiochii, a jej brat Aleksy w 1185 był pretendentem do tronu bizantyjskiego.

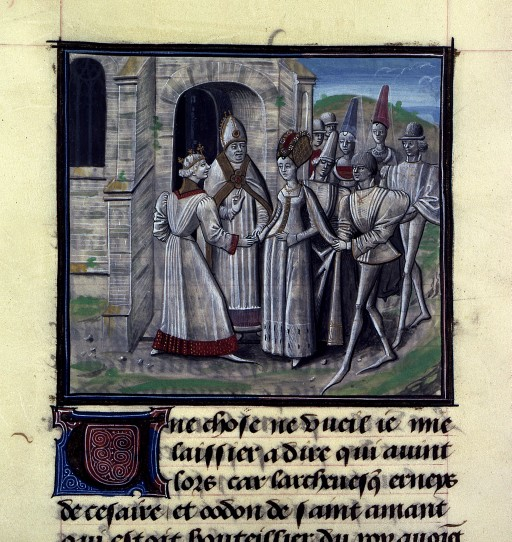
Ślub Marii i Amalryka I

Maria poślubiła Amalryka I w Tyrze, 29 sierpnia 1167. Jej mąż był wcześniej żonaty z Agnieszką de Courtenay, ale ich małżeństwo zostało anulowane. Amalryk chcą wzmocnić przymierze Jerozolimy i Konstantynopola, poprosił cesarza Manuela I, aby oddał mu za żonę kobietę z rodziny cesarskiej. Maria była cioteczną wnuczką cesarza i ten obdarzył ją bogatym posagiem.
Maria urodziła Amalrykowi jedynie córkę - Izabelę (w 1172). Ich drugie dziecko urodziło się martwe w 1173. W 1174, na łożu śmierci, Amalryk zapisał córce i Marii (przyszłej królowej-wdowie) Nablus.
W 1177, Maria poślubiła Baliana z Ibelinu, który dowodził obroną Jerozolimy przed wojskami Saladyna, w 1187. Urodziła mu czworo dzieci:
1. Helwizę (zm. 1216), najpierw żona Renalda z Sydonu (wdowca po Agnieszce de Courtenay), później - Gwidona de Montfort,
2. Jana z Ibelinu (1179–1236), pana Bejrutu i konstabla Jerozolimy, męża Helvis z Nephin i później Melisendy z Arsur,
3. Małgorzatę, żony najpierw Hugona z Tyberiady (pasierba Rajmunda III hrabiego Trypolisu), później - Waltera z Cezarei,
4. Filipa z Ibelinu (zm. 1227), regenta Cypru, męża Alicji de Montbéliard.

Maria i Balian wspierali Konrada z Montferratu (wuja króla Baldwina V) podczas jego walki o koronę z Gwidonem de Lusignan. Zaaranżowali nawet ślub córki Marii i Amalryka - Izabeli, z Konradem.
Jako babka Alicji z Szampanii (córki Izabeli i jej trzeciego męża - Henryka II z Szampanii), Maria prowadziła negocjacje dotyczące małżeństwa Alicji i króla Hugona I Cypryjskiego, w 1208. Blanka z Nawarry, regentka i hrabina Szampanii, wdowa po stryju Alicji, zapewniła jej posag. A propos tych wydarzeń Maria jest wspomniana po raz ostatni, prawdopodobnie umarła ona przed 1217.